# Ocyceros griseus
Ocyceros griseus là một loài chim trong họ Bucerotidae.
Đây là loài đặc hữu Tây Ghats ở Ấn Độ. Chúng có một cái mỏ lớn nhưng thiếu bướu sừng trên mỏ nổi bật ở một số loài chim mỏ sừng khác. Chúng được tìm thấy chủ yếu trong rừng rậm và xung quanh các đồn điền cao su, arecanut hoặc cà phê. Chúng di chuyển xung quanh trong các nhóm nhỏ, ăn quả sung và các loại trái cây rừng khác. 